# Anjala

Anjala var en kommun i Kymmenedalen, som numera ingår i Kouvola stad. Anjala är beläget på västra sidan om Kymmene älv mellan Kuovola och Kotka.
Anjala kommun sammanslogs 1975 med Sippola kommun och bildade Anjalankoski köping, som blev stad 1977. Anjalankoski införlivades i Kouvola stad 2009. Anjala var enspråkigt finskt.
År 1908 var landsarealen 148,9 km² och det bodde 2 931 människor med en befolkningstäthet av 19,0 invånare/km² i kommunen. 1973 hade folkmängden ökat till 5 854 personer.

## Historia
Anjala tillhörde ursprungligen Elimä församling, och blev bönehusförsamling 1692, kapellförsamling 1789 och självständig församling 1863.
Anjala kyrka är från 1756. Anjalaförbundet är uppkallat efter Anjala gård där Anjalaakten, en protestskrivelse mot det pågående kriget, skrevs under av dom sammansvurna militära officerare i augusti 1788.
På Anjala gård finns Reginaskolan, grundad 1803 och en av Finlands första skolor, en stiftelsefinansierad så kallad läseskola som var avsedd för hela socken och verkade i 128 år. Skolverksamheten är nedlagd men byggnaden är kulturminnesskyddad.

## Byar
Byar i Anjala är Ahvis, Anjala kyrkoby, Junkkari, Kaukasuo, Korpi, Muhniemi, Takamaa och Ummeljoki. I Ahvis, som har över 100 invånare, fanns en skola till 1966. Egendomarna Anjala gård, Rabbelugn och Wredeby ligger i Anjala.

## Bilder

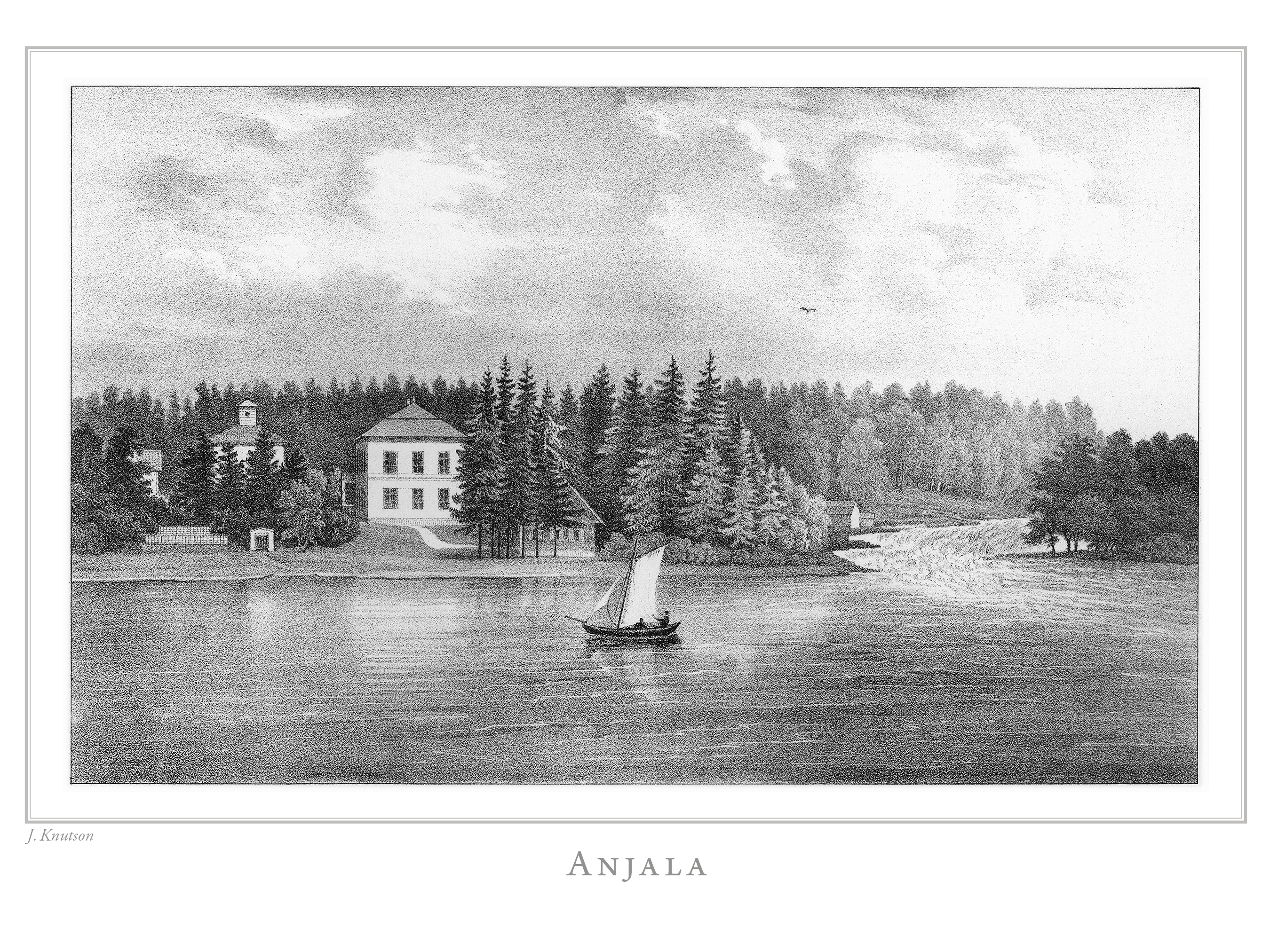
Anjala gård illustrerad i Finland framstäldt i teckningar (1845-1852)
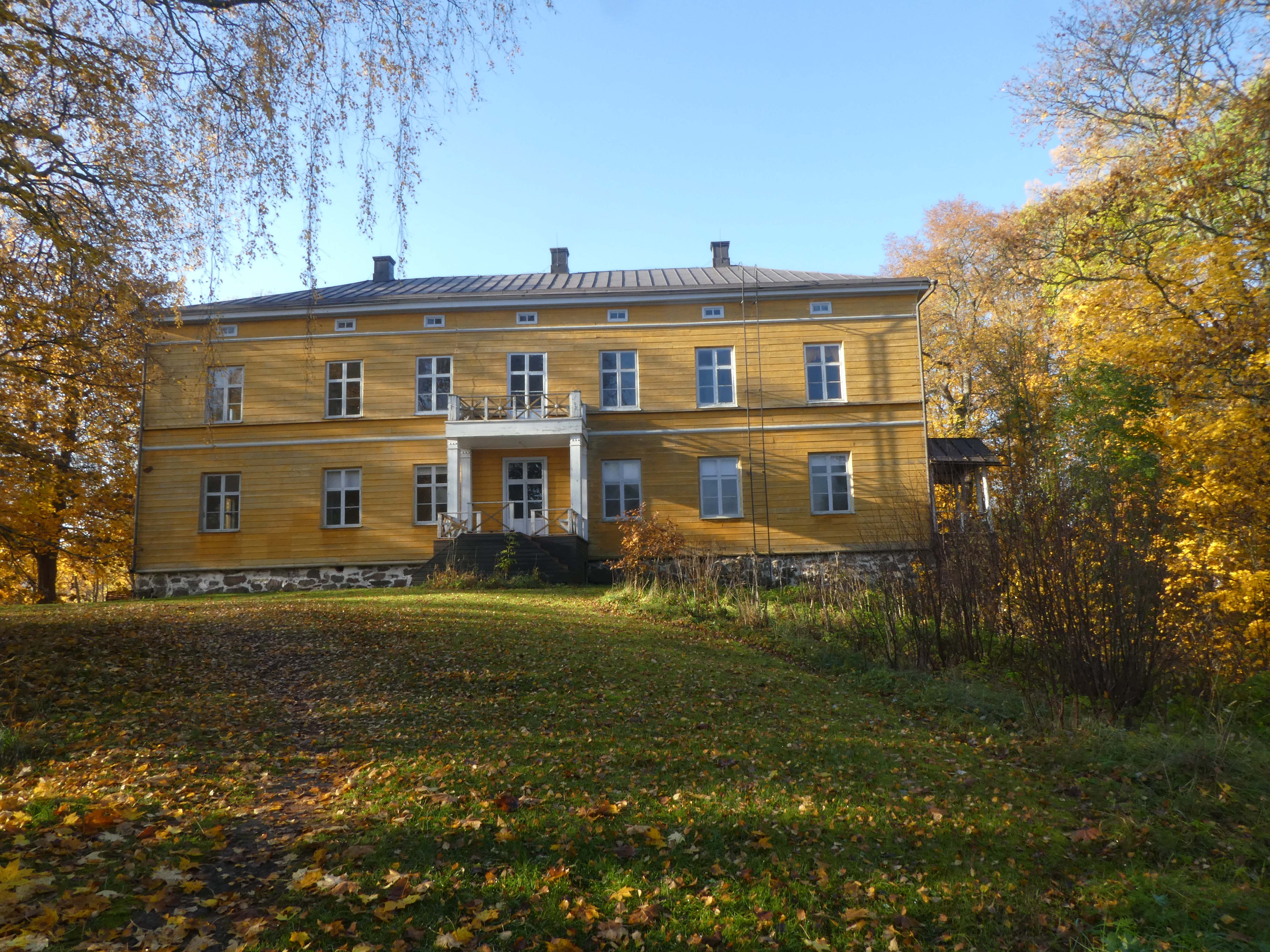
Huvudbyggnaden på Anjala gård oktober 2018
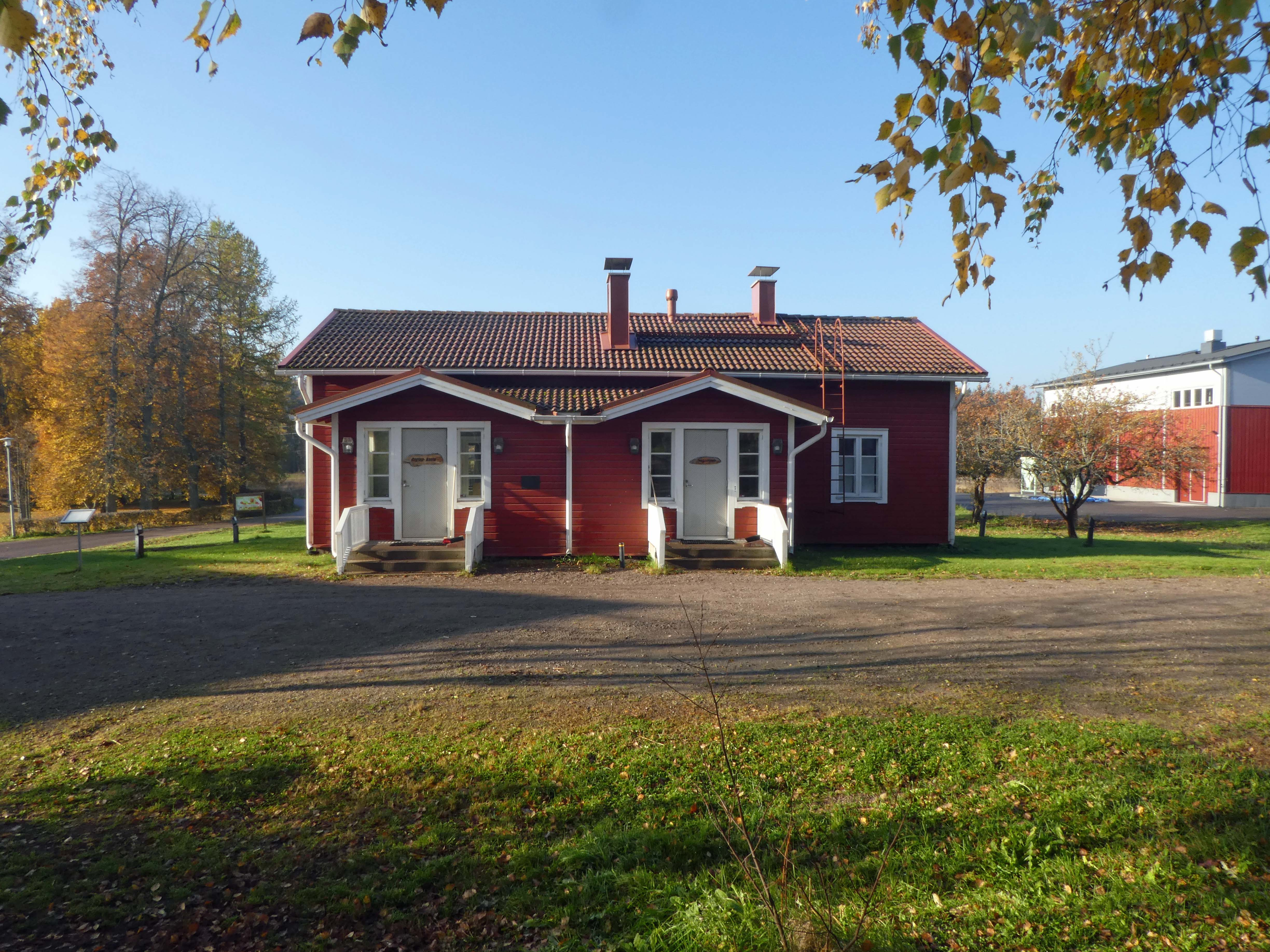
Reginaskolan på Anjala gård 2018, en av de första skolorna i Finland